# Young Voices Brandenburg
Die Young Voices Brandenburg sind Brandenburgs Landesjugendpopchor. Er besteht aus Sängerinnen und Sängern im Alter von 14 bis 18 Jahren des Landes Brandenburg. Die Stimmen des Chores werden einzeln mikrofoniert. Der Chor tourte bereits durch die USA, China und Südafrika und nahm zahlreiche CDs auf.
Das Ensemble wurde bis 2019 vom Jazz- und Popsänger/Pädagogen Marc Secara geleitet. Seit 2020 ist Daniel Barke künstlerischer Leiter des Chores. Die Young Voices Brandenburg wurden im Jahr 2000 gegründet; ihre erste CD-Veröffentlichung erfolgte im selben Jahr.

## Auszeichnungen und Erfolge
Am 10. März 2017 wurden die Young Voices Brandenburg vom Tourismus-Marketing Brandenburg mit dem Sonderpreis für Zivilcourage und Gemeinsinn ausgezeichnet. Der Preis wird an Personen und Institutionen des Landes Brandenburg verliehen, die besondere Projekte zur Bereicherung der brandenburgischen und bundesweiten Gesellschaft verwirklichen. Anlass für die Auszeichnung war ihre Tournee durch das Land Brandenburg im Sommer 2016.

## Diskographie
- 2003 SING! (Junge Töne)
- 2006 OBERHAMMERGAU (Playground Records)
- 2009 VERTONT (Junge Töne)
- 2011 ECHOES OF MOTOWN (Playground Records)
- 2013 1000 (Junge Töne)
- 2016 SOUND OF HOME (Junge Töne)
- 2018 SOUL JOURNEY (Mons)
- 2019 YOUNG VOICES MATTER (Junge Töne)